# 완화 (NMR)
자기공명영상(MRI) 및 핵자기 공명 분광법(NMR)에서 관찰 가능한 핵 스핀 편극(자기화)은 균일한 자기장에 의해 생성된다. 이 자기장은 샘플의 자기 쌍극자 모멘트가 핵의 공명(라모어) 주파수에서 세차운동하게 한다. 열평형 상태에서 핵 스핀은 인가된 자기장 방향을 중심으로 무작위로 세차운동한다. 자기장에 수직으로 생성된 공명 주파수의 무선주파수(RF) 펄스를 받으면 갑자기 위상 결맞음이 발생한다. RF 펄스는 스핀 상태의 모집단이 열평형 값에서 벗어나게 한다. 생성된 횡방향 자기화는 RF 코일에 신호를 유도할 수 있으며, 이 신호는 RF 수신기에 의해 감지되고 증폭될 수 있다. 자기화의 종방향 성분이 평형 값으로 돌아오는 것을 스핀-격자 완화(Relaxation)라고 하는 반면, 스핀의 위상 결맞음 상실을 스핀-스핀 완화라고 하며, 이는 관찰된 자유유도감쇠(FID)로 나타난다.
스핀-⁠1/2⁠ 핵(예: 1H)의 경우, 자기장 방향에 정렬된 스핀 N−이 자기장 반대 방향에 정렬된 스핀 N+에 대한 편극은 볼츠만 분포에 의해 주어진다.
{\displaystyle {\frac {N_{+}}{N_{-}}}=e^{-{\frac {\Delta E}{kT}}}}
여기서 ΔE는 두 스핀 집단 간의 에너지 준위 차이, k는 볼츠만 상수, T는 샘플 온도이다. 실온에서 낮은 에너지 준위의 스핀 수 N−는 높은 에너지 준위의 스핀 수 N+보다 약간 더 많다. MRI 및 NMR 분광법에 일반적으로 사용되는 자기장에서 NMR의 스핀-업 및 스핀-다운 상태 간의 에너지 간격은 원자 방출 표준에 비해 미미하다. NMR에서의 에너지 방출은 자연방출에 의해서가 아니라 핵과 외부 환경의 직접적인 상호작용을 통해 유도되어야 한다. 이러한 상호작용은 다른 핵, 전자 또는 분자에 의해 생성된 전기장 또는 자기장을 통해 이루어질 수 있다. 에너지의 자연방출은 광자 방출을 포함하는 복사 과정이며 형광 및 인광과 같은 현상으로 대표된다. 아브라함이 언급했듯이, 광자의 자연방출을 통해 핵 스핀-1/2이 + 상태에서 - 상태로 전이할 단위 시간당 확률은 무시할 수 있는 현상이다.
오히려 평형으로의 회복은 분자 또는 전자(자유 라디칼) 회전 운동으로 인한 국부 자기장의 변동에 의해 유도되는 훨씬 느린 열 과정이며, 이는 과도한 에너지를 열의 형태로 주변 환경으로 되돌려준다.

## T1및 T2
RF 유도 NMR 스핀 편극의 감쇠는 각각 자체 시간 상수를 갖는 두 가지 개별 프로세스로 특성화된다. T1이라고 불리는 한 프로세스는 펄스 여기 후 공명 강도 손실을 담당한다. T2라고 불리는 다른 프로세스는 공명의 폭 또는 넓이를 특성화한다. 더 공식적으로 말하면, T1은 외부 자기장 B0(일반적으로 z축으로 지정됨)에 평행한 핵 스핀 자기화 벡터 M의 구성 요소 완화를 담당하는 물리적 프로세스의 시간 상수이다. T2 완화는 B0에 수직인 M의 일관성 있는 구성 요소에 영향을 미친다. 기존 NMR 분광법에서 T1은 펄스 반복률을 제한하고 NMR 스펙트럼을 얻을 수 있는 전체 시간에 영향을 미친다. T1 값은 분자의 크기, 용액의 점도, 샘플의 온도, 상자성 종(예: O2 또는 금속 이온)의 존재 가능성에 따라 밀리초에서 수 초까지 다양하다.

### T1
종방향(또는 스핀-격자) 완화 시간 T1은 핵 스핀 자기화의 z 성분 Mz가 열평형 값 {\displaystyle M_{z,\mathrm {eq} }}으로 회복되는 감쇠 상수이다. 일반적으로 다음과 같다.
{\displaystyle M_{z}(t)=M_{z,\mathrm {eq} }-[M_{z,\mathrm {eq} }-M_{z}(0)]e^{-t/T_{1}}}
특정 경우:
- M이 xy 평면으로 기울어진 경우 {\displaystyle M_{z}(0)=0}이고 회복은 단순히

{\displaystyle M_{z}(t)=M_{z,\mathrm {eq} }\left(1-e^{-t/T_{1}}\right)}
즉, 자기화는 하나의 시간 상수 T1 후에 평형 값의 63%로 회복된다.
- T1 값을 측정하는 데 일반적으로 사용되는 반전 회복 실험에서 초기 자기화는 반전되며, {\displaystyle M_{z}(0)=-M_{z,\mathrm {eq} }}이므로 회복은 다음과 같다.

{\displaystyle M_{z}(t)=M_{z,\mathrm {eq} }\left(1-2e^{-t/T_{1}}\right)}
T1 완화는 열평형 분포에 도달하기 위해 핵 스핀 상태의 모집단을 재분배하는 것을 포함한다. 정의상 이는 에너지 보존이 아니다. 더욱이, 자연방출은 NMR 주파수에서 무시할 수 있을 정도로 느리다. 따라서 진정으로 고립된 핵 스핀은 T1 완화율이 무시할 수 있을 정도로 낮게 나타날 것이다. 그러나 다양한 완화 메커니즘은 핵 스핀이 주변 환경(격자라고 함)과 에너지를 교환하여 스핀 모집단이 평형을 이루도록 한다. T1 완화가 주변 환경과의 상호작용을 포함한다는 사실은 대체 설명인 스핀-격자 완화의 기원이다.
T1 완화율(즉, 1/T1)은 일반적으로 NMR 주파수에 강하게 의존하므로 자기장 강도 B에 따라 상당히 달라진다. 샘플에 소량의 상자성 물질이 있으면 완화 속도가 매우 빨라진다. 탈기하여 용해된 산소를 제거하면 액체 샘플의 T1/T2가 쉽게 10초 정도까지 올라간다.

#### 스핀 포화 전이
특히 느리게 완화되는 (T1) 신호를 나타내는 분자의 경우, 스핀 포화 전이(SST) 기술은 화학적 교환 반응에 대한 정보를 제공한다. 이 방법은 가변 분자에 널리 적용 가능하다. 이 자기화 전이 기술은 1/T1을 초과하는 경우 속도를 제공한다.

### T2
횡방향(또는 스핀-스핀) 완화 시간 T2는 B0에 수직인 M의 구성 요소, 즉 Mxy, MT 또는 {\displaystyle M_{\perp }}의 감쇠 상수이다. 예를 들어, 시간 0의 초기 xy 자기화는 다음과 같이 0(즉, 평형)으로 감쇠한다.
{\displaystyle M_{xy}(t)=M_{xy}(0)e^{-t/T_{2}}\,}
즉, 횡방향 자기화 벡터는 하나의 시간 상수 T2 후에 원래 크기의 37%로 떨어진다.
T2 완화는 복잡한 현상이지만, 가장 기본적인 수준에서는 횡방향 핵 스핀 자기화의 결잃음에 해당한다. 국부 자기장의 무작위 변동은 다른 스핀의 순간 NMR 세차운동 주파수의 무작위 변동으로 이어진다. 그 결과, 핵 스핀의 초기 위상 결맞음이 손실되고, 결국 위상이 무질서해져 순 xy 자기화가 없어진다. T2 완화는 다른 핵 스핀의 위상만을 포함하기 때문에 종종 "스핀-스핀" 완화라고 불린다.

스핀 에코 펄스 시퀀스 및 자기화 감쇠 애니메이션.

T2 값은 일반적으로 T1 값보다 자기장 강도 B에 훨씬 덜 의존한다.
하네 에코 감쇠 실험은 아래 애니메이션에 표시된 것처럼 T2 시간을 측정하는 데 사용될 수 있다. 두 인가된 펄스의 간격에 따라 에코의 크기가 기록된다. 이는 180° 펄스에 의해 재초점되지 않는 결잃음을 나타낸다. 간단한 경우, {\displaystyle T_{2}} 시간으로 설명되는 지수적 감쇠가 측정된다.

### T2* 및 자기장 불균일성
이상적인 시스템에서는 자기장 내의 주어진 화학적 환경에 있는 모든 핵이 동일한 주파수로 세차운동한다. 그러나 실제 시스템에서는 화학적 환경에 미미한 차이가 있어 이상적인 주파수 주변에 공명 주파수 분포가 발생할 수 있다. 시간이 지남에 따라 이 분포는 자기 스핀 벡터의 밀집된 분포를 분산시키고 신호 손실(자유유도감쇠)을 초래할 수 있다. 실제로 대부분의 자기 공명 실험에서는 이러한 "완화"가 지배적이다. 이는 탈위상을 유발한다.
그러나 자기장 불균일성으로 인한 결잃음은 진정한 "완화" 과정이 아니다. 이는 무작위적이지 않고 자석 내 분자의 위치에 따라 달라진다. 움직이지 않는 분자의 경우 이상적인 완화로부터의 편차는 시간이 지남에 따라 일관되며, 스핀 에코 실험을 수행하여 신호를 복구할 수 있다.
해당 횡방향 완화 시간 상수는 T2*이며, 이는 일반적으로 T2보다 훨씬 작다. 둘 사이의 관계는 다음과 같다.
{\displaystyle {\frac {1}{T_{2}^{*}}}={\frac {1}{T_{2}}}+{\frac {1}{T_{inhom}}}={\frac {1}{T_{2}}}+\gamma \Delta B_{0}}
여기서 γ는 자기회전비율을 나타내고, ΔB0는 국부적으로 변하는 자기장의 강도 차이를 나타낸다.
T2와 달리 T2*는 자기장 기울기 불균일성에 영향을 받는다. T2* 완화 시간은 항상 T2 완화 시간보다 짧으며, 일반적으로 영상 자석의 물 샘플의 경우 밀리초이다.

### T1은 항상 T2보다 긴가?
NMR 시스템에서 다음 관계는 절대적으로 참이다. {\displaystyle T_{2}\leq 2T_{1}}. 대부분의 상황에서(원칙적으로는 아니지만) {\displaystyle T_{1}}은 {\displaystyle T_{2}}보다 크다. {\displaystyle 2T_{1}>T_{2}>T_{1}}인 경우는 드물지만 불가능하지는 않다.

## 블로흐 방정식
블로흐 방정식은 완화 시간 T1과 T2가 존재할 때 핵 자기화 M = (Mx, My, Mz)를 시간의 함수로 계산하는 데 사용된다. 블로흐 방정식은 1946년 펠릭스 블로흐가 도입한 현상학적 방정식이다.
{\displaystyle {\frac {\partial M_{x}(t)}{\partial t}}=\gamma (\mathbf {M} (t)\times \mathbf {B} (t))_{x}-{\frac {M_{x}(t)}{T_{2}}}}
{\displaystyle {\frac {\partial M_{y}(t)}{\partial t}}=\gamma (\mathbf {M} (t)\times \mathbf {B} (t))_{y}-{\frac {M_{y}(t)}{T_{2}}}}
{\displaystyle {\frac {\partial M_{z}(t)}{\partial t}}=\gamma (\mathbf {M} (t)\times \mathbf {B} (t))_{z}-{\frac {M_{z}(t)-M_{0}}{T_{1}}}}
여기서 {\displaystyle \times }는 벡터 곱이고, γ는 자기회전비율이며, B(t) = (Bx(t), By(t), B0 + Bz(t))는 핵이 경험하는 자기 플럭스 밀도이다.
자기 플럭스 밀도 B의 z 성분은 일반적으로 두 항으로 구성된다. 하나는 B0이며 시간에 따라 일정하고, 다른 하나는 Bz(t)이며 시간에 따라 달라진다. 이는 자기공명영상에 존재하며 NMR 신호의 공간적 디코딩을 돕는다.
T1 및 T2 완화 섹션에 나열된 방정식은 블로흐 방정식에 있는 것들이다.

## 솔로몬 방정식
솔로몬 방정식은 쌍극자 시스템에서 완화로 인한 자기화의 전이를 계산하는 데 사용된다. 이는 분자 구조를 결정하는 중요한 도구인 핵 오버하우저 효과를 설명하는 데 사용될 수 있다.

## 인체 조직의 일반적인 완화 시간 상수
다음은 비병리학적 인체 조직에서 수소 핵 스핀의 두 완화 시간 상수에 대한 대략적인 값 표이다.
| 조직 유형            | 대략적인 T1 값 (ms) | 대략적인 T2 값 (ms) |
| -------------------- | ------------------- | ------------------- |
| 지방 조직            | 240-250             | 60-80               |
| 전체 혈액 (탈산소화) | 1350                | 50                  |
| 전체 혈액 (산소화)   | 1350                | 200                 |
| 뇌척수액 (물과 유사) | 4200 - 4500         | 2100-2300           |
| 대뇌의 회색질        | 920                 | 100                 |
| 대뇌의 백색질        | 780                 | 90                  |
| 간                   | 490                 | 40                  |
| 신장                 | 650                 | 60-75               |
| 근육                 | 860-900             | 50                  |

다음은 인체 뇌 자기 공명 분광법(MRS) 연구에서 생리학적 또는 병리학적으로 흔히 나타나는 화학 물질에 대한 두 완화 시간 상수의 대략적인 값 표이다.
| 화학 그룹 신호                                               | 상대 공명 주파수                   | 대략적인 T1 값 (ms)                  | 대략적인 T2 값 (ms)              |
| ------------------------------------------------------------ | ---------------------------------- | ------------------------------------ | -------------------------------- |
| 크레아틴 (Cr) 및 크레아틴 인산 (PCr)                         | 3.0 ppm                            | 회색질: 1150–1340, 백색질: 1050–1360 | 회색질: 198–207, 백색질: 194-218 |
| N-아세틸 그룹 (NA), 주로 N-아세틸아스파르트산 (NAA)에서 유래 | 2.0 ppm                            | 회색질: 1170–1370, 백색질: 1220-1410 | 회색질: 388–426, 백색질: 436-519 |
| 락트산의 —CH3 그룹                                           | 1.33 ppm (더블렛: 1.27 & 1.39 ppm) | (목록에 추가 예정)                   | 1040                             |

## 회전 프레임에서의 완화, T1ρ
위의 설명은 일정한 자기장 B0 존재 하에서의 핵 자기화 완화에 대해 기술한다. 이를 실험실 프레임에서의 완화라고 한다.
회전 프레임에서의 완화라고 불리는 또 다른 기술은 B0 자기장과 시간 의존적인 자기장 B1이 함께 존재할 때의 핵 자기화 완화이다. B1 자기장은 B0에 수직인 평면에서 핵의 라모어 주파수로 회전한다. B1의 크기는 일반적으로 B0의 크기보다 훨씬 작다. 이러한 상황에서 자기화의 완화는 B1 자기장에서의 실험실 프레임 완화와 유사하다. B1을 따라 자기화 성분이 회복되는 감쇠 상수는 회전 프레임에서의 스핀-격자 완화 시간이라고 하며 T1ρ로 표시된다.
회전 프레임에서의 완화는 핵의 느린 움직임에 대한 정보를 제공하기 때문에 유용하다.

## 미시적 메커니즘
핵 스핀의 완화는 핵이 인가된 자기장에 대해 방향을 바꾸고/바꾸거나 주변 환경(격자라고 함)과 에너지를 교환할 수 있는 미시적 메커니즘을 필요로 한다. 가장 일반적인 메커니즘은 핵의 자기 모멘트와 다른 핵 또는 다른 실체(전자, 원자, 이온, 분자)의 자기 모멘트 사이의 자기 쌍극자-쌍극자 상호작용이다. 이 상호작용은 한 쌍의 쌍극자(스핀) 사이의 거리에 따라 달라지지만, 외부 자기장에 대한 상대적 방향에도 의존한다. 몇 가지 다른 완화 메커니즘도 존재한다. 화학적 이동 이방성(CSA) 완화 메커니즘은 핵 주변의 전자 환경이 비구형일 때 발생하며, 이때 핵의 전자 차폐 크기는 (고정된) 외부 자기장에 대한 분자 방향에 따라 달라진다. 스핀 회전(SR) 완화 메커니즘은 핵 스핀과 전체 분자 회전 각운동량과의 결합 사이의 상호작용에서 발생한다. 스핀 I ≥ 1인 핵은 핵 쌍극자뿐만 아니라 사극자도 가질 것이다. 핵 사극자는 핵 위치에서 존재하는 전기장 기울기와의 상호작용을 가지며, 이는 위에서 설명한 다른 메커니즘과 마찬가지로 방향 의존적이며, 소위 사극자 완화 메커니즘으로 이어진다.
분자 재배향 또는 회전 운동은 이러한 방향 의존적 스핀 상호작용 에너지를 변조할 수 있다.
양자역학에 따르면, 시간 의존적 상호작용 에너지는 핵 스핀 상태 간의 전이를 유발하여 핵 스핀 완화를 초래한다. 양자역학의 시간 의존적 섭동 이론을 적용하면 완화율(및 시간)이 변동하는 자기 쌍극자 상호작용의 자기상관 함수의 푸리에 변환인 스펙트럼 밀도 함수에 의존함을 보여준다. 스펙트럼 밀도 함수의 형태는 물리적 시스템에 따라 다르지만, BPP 이론이라는 간단한 근사법이 널리 사용된다.
또 다른 완화 메커니즘은 전기 사극자 모멘트를 가진 핵과 주변 전하로 인해 핵 위치에 존재하는 전기장 기울기 사이의 정전기적 상호작용이다. 핵의 열 운동은 변동하는 정전기적 상호작용 에너지를 초래할 수 있다. 이러한 변동은 자기 쌍극자-쌍극자 상호작용과 유사한 방식으로 핵 스핀 상태 간의 전이를 생성한다.

## BPP 이론
1948년, 니콜라스 블룸베르헌, 에드워드 밀스 퍼셀, 그리고 로버트 파운드는 분자의 회전 운동이 국부 자기장 교란에 미치는 영향을 고려하여 물질의 상태에 따른 순수 물질의 완화 상수를 설명하기 위해 소위 블룸베르헌-퍼셀-파운드 이론(BPP 이론)을 제안했다. 이 이론은 순수 물질에 대한 실험과 잘 일치하지만, 인체와 같은 복잡한 환경에서는 그렇지 않다.
이 이론은 완화를 일으키는 미시적 변동의 자기상관 함수가 {\displaystyle e^{-t/\tau _{c}}}에 비례한다고 가정하는데, 여기서 {\displaystyle \tau _{c}}는 상관 시간이라고 불린다. 이 이론에서 자기 쌍극자 완화에 대해 T1 > T2를 얻을 수 있다.
{\displaystyle {\frac {1}{T_{1}}}=K\left[{\frac {\tau _{c}}{1+\omega _{0}^{2}\tau _{c}^{2}}}+{\frac {4\tau _{c}}{1+4\omega _{0}^{2}\tau _{c}^{2}}}\right]}
{\displaystyle {\frac {1}{T_{2}}}={\frac {K}{2}}\left[3\tau _{c}+{\frac {5\tau _{c}}{1+\omega _{0}^{2}\tau _{c}^{2}}}+{\frac {2\tau _{c}}{1+4\omega _{0}^{2}\tau _{c}^{2}}}\right]},
여기서 {\displaystyle \omega _{0}}는 주 자기장 {\displaystyle B_{0}}의 강도에 해당하는 라모어 주파수이다. {\displaystyle \tau _{c}}는 분자의 회전 운동의 상관 시간이다. {\displaystyle K={\frac {3\mu _{0}^{2}}{160\pi ^{2}}}{\frac {\hbar ^{2}\gamma ^{4}}{r^{6}}}}은 스핀-1/2 핵에 대해 정의되며, {\displaystyle \mu _{0}}는 자유 공간의 자기 투자율이고, {\displaystyle \hbar ={\frac {h}{2\pi }}}는 환산 플랑크 상수이며, γ는 해당 핵종의 자기회전비율이고, r은 자기 쌍극자 모멘트를 가진 두 핵 사이의 거리이다.
예를 들어, 산소-17 오염이 없는 액상의 H2O 분자의 경우, K 값은 1.02×1010 s−2이고 상관 시간 {\displaystyle \tau _{c}}는 피코초 = {\displaystyle 10^{-12}} s 정도인 반면, 1.5 테슬라에서 수소 핵 1H (양성자)는 약 64 MHz의 라모어 주파수로 세차운동한다(단순화된 값. BPP 이론은 실제로 각주파수를 사용한다). τc = 5×10−12 s를 사용하여 추정할 수 있다.
{\displaystyle \omega _{0}\tau _{c}=3.2\times 10^{-5}}(무차원)
{\displaystyle T_{1}=\left(1.02\times 10^{10}\left[{\frac {5\times 10^{-12}}{1+(3.2\times 10^{-5})^{2}}}+{\frac {4\cdot 5\times 10^{-12}}{1+4\cdot (3.2\times 10^{-5})^{2}}}\right]\right)^{-1}}= 3.92 s
{\displaystyle T_{2}=\left({\frac {1.02\times 10^{10}}{2}}\left[3\cdot 5\times 10^{-12}+{\frac {5\cdot 5\times 10^{-12}}{1+\left(3.2\times 10^{-5}\right)^{2}}}+{\frac {2\cdot 5\times 10^{-12}}{1+4\cdot (3.2\times 10^{-5})^{2}}}\right]\right)^{-1}}= 3.92 s,
이는 실험값인 3.6 s와 가깝다. 한편, 이 극단적인 경우 T1이 T2와 같음을 알 수 있다.
BPP 이론에 따르면, T1 시간을 측정하면 핵간 거리 r을 알 수 있다. 한 가지 예는 다음 방정식을 통해 가변 온도 완화 실험에서 1H 선택적 및 비선택적 T1 시간을 측정하여 용액 내 금속-수소(M-H) 결합 길이를 정확하게 결정하는 것이다.
{\displaystyle r(M-H)=C\left({\frac {(1.4k+4.47)T_{1min}}{\nu }}\right)^{1/6}}
{\displaystyle k=(f-1)/(0.5-f/3)}, 여기서 {\displaystyle f=T_{1s}/T_{1}}
{\displaystyle C=10^{7}\left({\frac {{\gamma }_{H}^{2}{\gamma }_{M}^{2}\hbar ^{2}I_{M}(I_{M}+1)}{15}}\right)^{1/6}}
여기서 r, 주파수 및 T1은 각각 Å, MHz, s 단위로 측정되며, IM은 M의 스핀이다.

## 같이 보기
- 핵자기 공명
- 핵자기 공명 분광법
- 탄수화물의 핵자기 공명 분광법
- 핵산의 핵자기 공명 분광법
- 단백질의 핵자기 공명 분광법
- 단백질 역학
- 완화 시간
- 완화율
- 스핀-격자 완화
- 스핀-스핀 완화